# John Willard Marriott

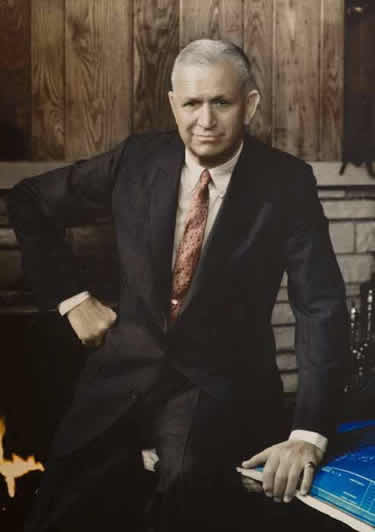
John Willard Marriott

John Willard Marriott (* 17. September 1900 in Ogden, Utah; † 13. August 1985 in Wolfeboro, New Hampshire) war ein US-amerikanischer Geschäftsmann und Gründer von Marriott International.

## Leben
John Willard Marriott wurde auf der Farm seiner Eltern in der Nähe von Ogden, Utah geboren. Er musste schon früh Verantwortung übernehmen, so wurde er z. B. im Alter von 14 Jahren von seinem Vater mit einem Zug, der mit 3.000 Schafen beladen war, nach San Francisco geschickt.
Von 1919 bis 1921 diente er für die Kirche Jesu Christi der Heiligen der Letzten Tage als Missionar in Neuengland.
Am 9. Juni 1927 heiratete er Alice Sheets. Aus der Ehe gingen zwei Söhne
J. Willard „Bill“ Marriott, Jr und Richard E. Marriott hervor.
1935 wurde bei Marriott Lymphdrüsenkrebs diagnostiziert und die Ärzte gaben ihm zu diesem Zeitpunkt nur noch sechs Monate bis ein Jahr zu leben. Trotz dieser düsteren Prognose schaffte er es, den Krebs zu besiegen.

## Karriere
Als Marriott 1926 sein Studium an der Universität von Utah abschloss, erinnerte er sich an eine Erfahrung, die er im Sommer 1921 auf dem Heimweg von seiner Mission in Washington D.C. gemacht hatte. Dort sah er, wie jemand mit einem Karren voller Limonade und Eiscreme durch die Straßen lief und in wenigen Minuten alles verkauft hatte. Aufgrund dieses Erlebnisses entschied er sich, sein Projekt, den Root Beer Stand, dort zu verwirklichen.
1927 sicherte er sich die Franchise-Rechte von A&W Root Beer für Washington, D.C., Baltimore, Maryland und Richmond.
Am 20. Mai 1927 eröffnete er zusammen mit seinem Geschäftspartner Hugh Colton seinen ersten Root Beer Stand in 3128 14th Street, NW, Washington D.C., dieser hatte gerade einmal neun Barhocker. Ab dem Herbst desselben Jahres bot Marriott Mexikanische Küche an und es entstand der Root-Beer-Stand „The Hot Shoppe“, der sich zu einem beliebten Familienrestaurant entwickelte.
1928 begann er sein Unternehmen zu erweitern und eröffnete sein erstes Drive-in-Restaurant östlich des Mississippi River. Im Zuge dessen wurde die Hot Shoppes, Inc. 1929 in Delaware gegründet.
Während des Zweiten Weltkrieges baute er sein Unternehmen aus, indem er das Catering in Regierungsgebäuden (z. B. Finanzministerium) übernahm.
In den nächsten Jahren wuchs seine Restaurantkette weiter und 1953 schaffte er es, sein Unternehmen an die Börse zu bringen. 1957 vergrößerte er das Geschäftsfeld seines Unternehmens, indem er ein Motel eröffnete, das Twin Bridges Motor Lodge in Arlington. Das Unternehmen wuchs weiter und so wurde 1967 aus der Hot Shoppes, Inc. die Marriott International, im selben Jahr wurden die Big Boy Family Restaurants und ein Jahr später die Roy Rogers Family Restaurants Teil des Unternehmens.
Marriott’s Firma expandierte weiter und begann unter anderem mit dem Catering für Fluggesellschaften. Gerade in diesem Segment konnte das Unternehmen starke Zuwächse verbuchen und so übernahm er sehr bald die Versorgung einiger der größten Fluggesellschaften, aber auch von Universitäten und Schulen.
In den 1970er Jahren wuchs seine Firma auch in Europa und so erzielte das von ihm gegründete Unternehmen 1977 zum 50-jährigen Firmenjubiläum zum ersten Mal einen Umsatz von 1 Milliarde Dollar. 1972 gab er den Firmenvorsitz an seinen Sohn J. Willard „Bill“ Marriott, Jr ab.
Marriott war ein energischer Arbeiter, der auch noch nachdem sein Unternehmen auf mehrere hundert Restaurants angewachsen war, jedes einzelne davon mindestens viermal im Jahr besuchte.
Zum Zeitpunkt seines Todes 1985 gehörten 1400 Restaurants und 143 Hotels und Resorts zu seinem Unternehmen.